# موسیقی ایران (آلبوم)
موسیقی ایران (به انگلیسی: Music of Iran) نام یک آلبوم موسیقی از علیرضا افتخاری می‌باشد که توسط کینگ رکوردز (موسسه نشر موسیقی بین‌المللی در ژاپن) در سال ۱۳۶۸ منتشر شده‌است.این آلبوم توسط محمدجلیل عندلیبی آهنگسازی شده‌است.این مجموعه در دو سی‌دی در سراسر دنیا منتشر شد.

## نقد
| بررسی انتقادی | بررسی انتقادی |
| منبع          | رتبه‌بندی      |
| ------------- | ------------- |
| آل میوزیک     | [ ۲ ]         |

یکی از منتقدان مطرح موسیقی در وبسایت Allmusic این آلبوم را اینگونه توصیف کرده‌است :
در اینجا طیف خوبی از موسیقی از موسیقیدانان مشهور از چند نسل وجود دارد: قطعه ای برای سنتور؛  شعر عرفانی مثنوی به روشی مانند شعری که در مناجات فداکاری هندی مورد استفاده قرار می گیرد.  تکنوازی نی  و دوئت تار و کمانچه— جان استورم رابرت، : آل میوزیک

## شرح

### هنرمندان
- آواز : علیرضا افتخاری
- آهنگساز : محمدجلیل عندلیبی

#### نوازندگان
- نی : بهزاد فروهری
- سه‌تار : بهنام وادانی
- تنبک : کامبیز گنجه‌ای
- تار : منصور سینکیی
- عود : حسین بهروزی‌نیا

#### عوامل دیگر
منتشر شده توسط کینگ رکوردز

## نشر
این آلبوم از آلبوم های موفق موسیقی سنتی ایران در سطح بین‌المللی می‌باشد و تا به حال در سال‌های ۱۳۶۸ منتشر شد و در سال‌های ۱۳۷۱ و ۱۳۸۶ بار دیگر بازنشر گردید.فروش این آلبوم حدود یک میلیون و پانصدهزار نسخه می‌باشد.

## قطعات

### سی‌دی اول
| نام قطعه      | خواننده        | آهنگساز      | دستگاه |
| ------------- | -------------- | ------------ | ------ |
| آواز سر عشق   | علیرضا افتخاری | جلیل عندلیبی | ماهور  |
| تصنیف سر عشق  | علیرضا افتخاری | جلیل عندلیبی | ماهور  |
| تصنیف مهد هنر | علیرضا افتخاری | جلیل عندلیبی | ماهور  |
| آواز          | علیرضا افتخاری | جلیل عندلیبی | ماهور  |

### سی‌دی دوم
| نام قطعه      | خواننده        | آهنگساز      | دستگاه | نوازنده   |
| ------------- | -------------- | ------------ | ------ | --------- |
| آواز و نی     | علیرضا افتخاری | جلیل عندلیبی | ماهور  | فروهری    |
| آواز و سه‌تار  | علیرضا افتخاری | جلیل عندلیبی | ابوعطا | وادانی    |
| تکنوازی سه‌تار |                | جلیل عندلیبی | شور    | وادانی    |
| تکنوازی تنبک  |                | جلیل عندلیبی | نوا    | گنجه‌ای    |
| تکنوازی عود   |                | جلیل عندلیبی | ماهور  | بهروزی‌نیا |
| تکنوازی تار   |                | جلیل عندلیبی | ماهور  | سینکی     |